# RePEc
RePEc (от англ. Research Papers in Economics — «Исследовательские статьи по экономике») — интернет-проект, посвящённый систематизации исследовательских работ в области экономики. Это результат объединения усилий сотен учёных-волонтеров и научных организаций из более чем 70 стран, направленных на повышение доступности результатов научных исследований в области экономики.
Основой проекта является децентрализованная база данных по рабочим документам, статьям, книгам (главам) и программным продуктам. Значительная часть материалов RePEc находится в свободном доступе. RePEc сотрудничает с системой баз данных ЭконЛит (базы Американской экономической ассоциации), чтобы обеспечить бесплатный доступ к работам по экономике из ведущих университетов США и других стран через базу RePEc. RePEc не содержит полных текстов статей, опубликованных в журналах. RePEc предоставляет услугу ссылки на полнотекстовый материал. Услугу внесения материалов в RePEc и хранение базы данных предлагают различные организации или индивидуальные волонтеры. База данных RePEc обеспечивает доступ к более чем 850 000 различных материалов по экономике, финансам, менеджменту и маркетингу.
Рейтинг RePEc ТОП 25 % российских экономистов на август 2012 года насчитывает 82 российских экономиста.